# Wilson (ur. 1985)
Wilson Rodrigues Fonseca (ur. 21 marca 1985) – brazylijski piłkarz występujący na pozycji napastnika.

## Kariera piłkarska
Od 2003 roku występował w Corinthians Paulista, Paulista, Genoa CFC, Sport Recife, Shaanxi Chanba, Vegalta Sendai i Ventforet Kofu.